# Тремюзон
Тремюзо́н (фр. Trémuson, брет. Tremuzon) — коммуна во Франции, находится в регионе Бретань. Департамент — Кот-д’Армор. Входит в состав кантона Плерен. Округ коммуны — Сен-Бриё.
Код INSEE коммуны — 22372.

## География
Коммуна расположена приблизительно в 390 км к западу от Парижа, в 100 км северо-западнее Ренна, в 7 км к западу от Сен-Бриё.

## Население
Население коммуны на 2016 год составляло 2 051 человек.
| 1962 | 1968 | 1975 | 1982 | 1990 | 1999 | 2008 | 2016 |
| ---- | ---- | ---- | ---- | ---- | ---- | ---- | ---- |
| 830  | 778  | 1013 | 1168 | 1482 | 1684 | 1843 | 2051 |

## Администрация
| Период | Период | Фамилия       | Партия                  | Примечания |
| ------ | ------ | ------------- | ----------------------- | ---------- |
| 1977   | 2001   | Франсуа Жос   | Социалистическая партия |            |
| 2001   |        | Жерар Ле Галь | Социалистическая партия | пенсионер  |

## Экономика
В 2007 году среди 1168 человек в трудоспособном возрасте (15—64 лет) 865 были экономически активными, 303 — неактивными (показатель активности — 74,1 %, в 1999 году было 72,4 %). Из 865 активных работали 803 человека (407 мужчин и 396 женщин), безработных было 62 (28 мужчин и 34 женщины). Среди 303 неактивных 114 человек были учениками или студентами, 117 — пенсионерами, 72 были неактивными по другим причинам.

## Фотогалерея

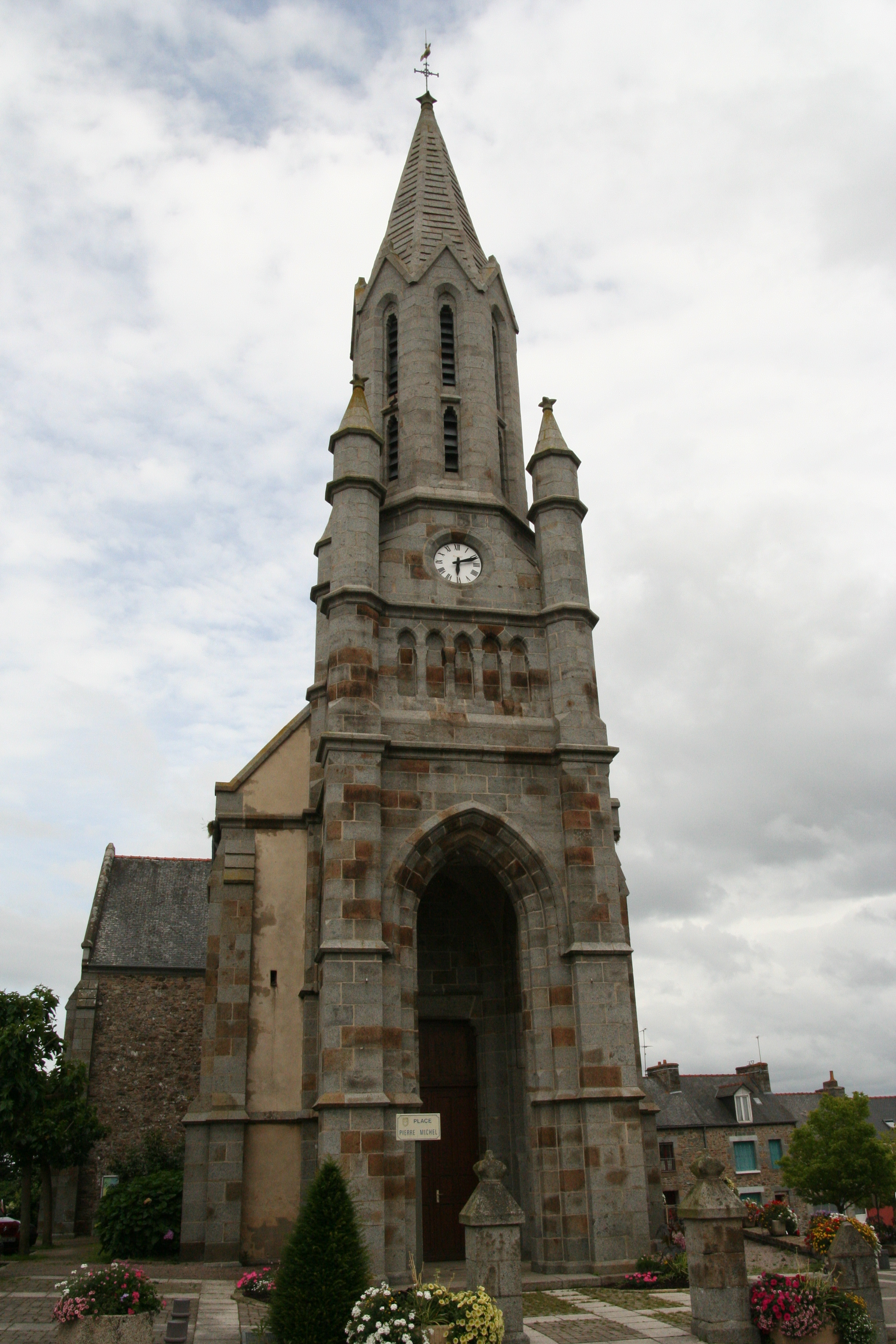
Церковь Нотр-Дам
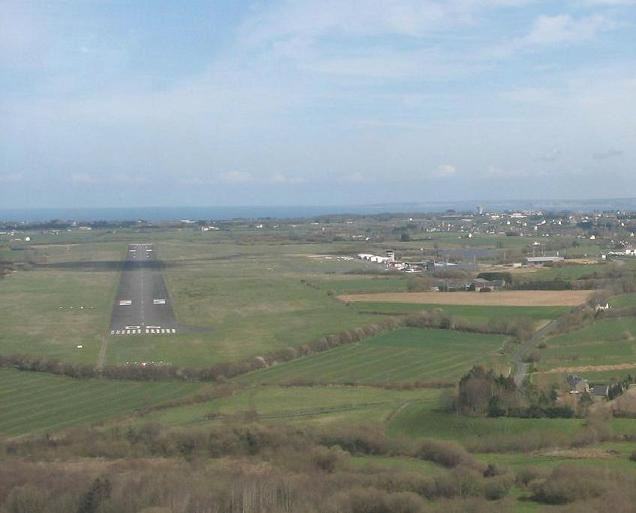
Аэропорт Сен-Бриё
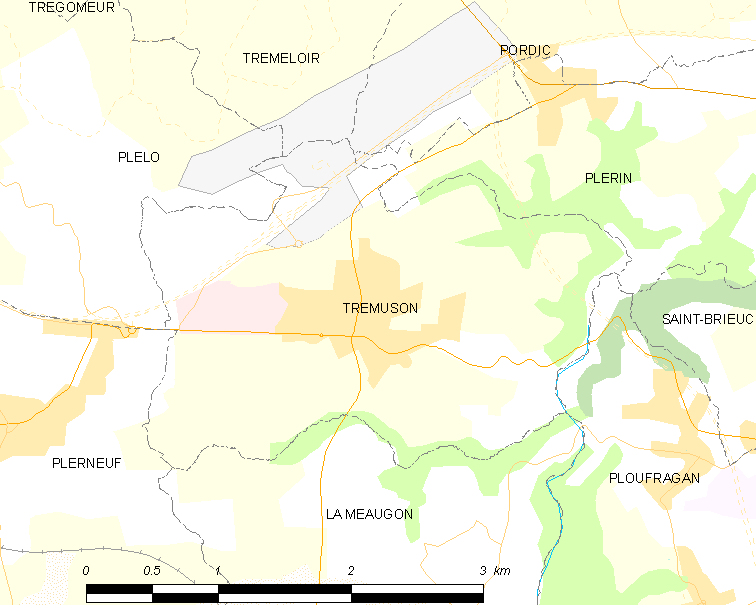
Карта коммуны